# Kovil
Kovil (bulgariska: Ковил) är ett distrikt i Bulgarien.   Det ligger i kommunen Obsjtina Krumovgrad och regionen Kărdzjali, i den södra delen av landet, 230 km sydost om huvudstaden Sofia.